# 树堡乡
树堡乡，是中华人民共和国四川省凉山彝族自治州会理市下辖的一个乡镇级行政单位。

## 行政区划
树堡乡下辖以下地区：
树堡村、坝子村、二台村、梅子村、勒堵村和祭龙村。